# Spinefarm Records
Spinefarm Records – fińska wytwórnia płytowa z siedzibą w Helsinkach, która skupia się głównie na zespołach heavymetalowych. W 1999 roku została utworzona, przez Samiego Tenetza lidera blackmetalowego zespołu Thy Serpent. Od 2002 roku Spinefarm jest częścią Universal Music Group, ale działa jako podmiot niezależny. Wytwórnia prowadzi szereg pododdziałów ukierunkowanych na różne gatunki, takie jak: Freeride, Hawaii Sounds, Odor, Ranch, Ranka Recordings, Spikefarm Records oraz Spinefarm Records U.K.
Nakładem Spinefarm Records ukazały się nagrania m.in. takich wykonawców jak: 36 Crazyfists, Agonizer, Airbourne, Amaranthe, Amberian Dawn, Amorphis, Anti-Flag, Artificial Heart, Atreyu, Babylon Whores, Beherit, Barathrum, Beto Vázquez Infinity, The Black League, Bob Malmström, Brother Firetribe, Bullet for My Valentine, Celesty, Charon, Children of Bodom, Chthonic, Dark Tranquillity, Darke Complex, Darkwoods My Betrothed, Dead by April, DragonForce, Dragonlord, Sentenced, Sethian, Shining, Sinergy, Slaves to Gravity, Soen, Sonata Arctica, Swallow the Sun, Tarja Turunen, Tarot, Throne of Chaos, Thy Serpent, To/Die/For, Toothgrinder, The Treatment, Turbowolf, Twilightning, Von Hertzen Brothers, Voodoo Six, Warmen oraz We Came as Romans.
W 2016 Spinefarm Records nabyła wytwórnię muzyczną Candlelight Records.